# 相馬泰三
相馬 泰三（そうま たいぞう、1885年12月29日 - 1952年5月15日）は、日本の小説家。

## 来歴
新潟県中蒲原郡庄瀬村（現在の新潟市南区）生まれ。本名は退蔵。1906年早稲田大学英文科中退。「萬朝報」に入社し「婦人評論」の記者を務める。そのかたわら「早稲田文学」に「地獄」などの小説を発表。
1912年谷崎精二、葛西善蔵、広津和郎らの『奇蹟』創刊に参加、1914年「田舎医師の子」が出世作となる。1918年の長編「荊棘の路」は『奇蹟』の仲間の作家たちをモデルにしたが、内容としては、「舞台の三浦半島の下浦で秋庭俊彦（1885－1965 大正-昭和時代のロシア文学者,俳人。）らしい青年が田舎娘に恋をしていると東京から広津和郎らしい人物がやって来て、その娘を奪い、崖から秋庭をつき落す。」などの出鱈目なもので、友人を茶化したとして問題になった。
その後、文壇からは引っ込んでいき、越後で農民運動をやっていた。
1940年ごろ印刷紙芝居会社「画劇報国社」の社長となって加太こうじとしりあって協力をはじめ、そのため晩年は紙芝居文化の普及向上に努めた。戦後、志賀直哉「小僧の神様」を紙芝居にする許可を得るため熱海の志賀のところを訪ねたときに広津和郎と再会している。

## 著書
- 六月 植竹書院 1914（文明叢書）
- 桃太郎の妹 植竹書院 1914
- 夢と六月 新潮社 1918（新進作家叢書）
- 荊棘の路 新潮社 1918
- 憧憬 新潮社 1919
- 隣人 天佑社 1919
- 愛慾の垢 金星堂 1922
- 野の哄笑 金星堂 1922（金星堂名作叢書）
- 陽炎の空へ 童話 南来社出版部 1923
- 象の御見舞 童話 成象堂 1924
- 新選相馬泰三集 改造社 1929
- 復活 カチユーシヤ物語 学而書院 1935
- 米國の東亞野望史（紙芝居）畫劇報國社 1942.4
- げんきなこども 雲南書院 1947
- アリババ物語 アラビヤンナイト 名作お伽噺 雲南書院 1948.2

## 翻訳
- オブローモフ ゴンチヤロフ 春陽堂 1925（春陽堂訳述叢書）